# Nhân khẩu Liên minh châu Âu

Bản đồ mật độ dân số ở các nước EU, 2014.

Liên minh châu Âu có 28 quốc gia thành viên, thành phần nhân khẩu học và văn hóa rất đa dạng. Vào ngày 1 tháng 1 năm 2014, EU có dân số 507,4 triệu người. Quốc gia thành viên đông dân nhất EU là Đức, với dân số khoảng 82,1 triệu người. Quốc gia thành viên ít dân nhất là Malta, với dân số khoảng 400.000 người. Tỷ lệ sinh trung bình của EU là 1,6. Quốc gia có tỷ lệ sinh cao nhất là Ireland và quốc gia thấp nhất là Đức.

## Dân số theo quốc gia
Quốc gia thành viên đông dân nhất là Đức, với ước tính 82,8 triệu người và quốc gia thành viên ít dân nhất là Malta với 0,48 triệu người. Tỷ lệ sinh ở EU thấp với phụ nữ trung bình có 1,6 con. Tỷ lệ sinh cao nhất được tìm thấy ở Ireland với 16.876 ca sinh trên một nghìn người mỗi năm và Pháp với 13,013 ca sinh trên một nghìn người mỗi năm. Đức có tỷ lệ sinh thấp nhất ở châu Âu với 8.221 ca sinh trên một nghìn người mỗi năm.
| Quốc gia thành viên | Dân số      | Phần trăm trong tổng số dân số EU. | Toàn bộ diện tích km² | Phần trăm của tổng diện tích EU | Mật độ dân số Người/km² |
| ------------------- | ----------- | ---------------------------------- | --------------------- | ------------------------------- | ----------------------- |
| EU                  | 511,522,671 | 100.00%                            | 4,324,782             | 100.00                          | 118.3                   |
| Áo                  | 8,772,865   | 1.72%                              | 83,858                | 1.9                             | 104.6                   |
| Bỉ                  | 11,351,727  | 2.22%                              | 30,510                | 0.7                             | 372.1                   |
| Bulgaria            | 7,101,859   | 1.39%                              | 110,912               | 2.5                             | 64.0                    |
| Croatia             | 4,154,213   | 0.81%                              | 56,594                | 1.3                             | 73.4                    |
| Cyprus              | 854,802     | 0.17%                              | 9,250                 | 0.2                             | 92.4                    |
| Cộng hòa Séc        | 10,578,820  | 2.07%                              | 78,866                | 1.8                             | 134.1                   |
| Đan Mạch            | 5,748,769   | 1.12%                              | 43,094                | 1.0                             | 133.4                   |
| Estonia             | 1,315,635   | 0.26%                              | 45,226                | 1.0                             | 29.1                    |
| Phần Lan            | 5,503,297   | 1.08%                              | 337,030               | 7.6                             | 16.3                    |
| Pháp                | 66,989,083  | 13.10%                             | 643,548               | 14.6                            | 104.1                   |
| Đức                 | 82,521,653  | 16.13%                             | 357,021               | 8.1                             | 231.1                   |
| Hy Lạp              | 10,768,193  | 2.11%                              | 131,957               | 3.0                             | 81.6                    |
| Hungary             | 9,797,561   | 1.92%                              | 93,030                | 2.1                             | 105.3                   |
| Ireland             | 4,784,383   | 0.94%                              | 70,280                | 1.6                             | 68.1                    |
| Italy               | 60,589,445  | 11.84%                             | 301,320               | 6.8                             | 201.1                   |
| Latvia              | 1,950,116   | 0.38%                              | 64,589                | 1.5                             | 30.2                    |
| Litva               | 2,847,904   | 0.56%                              | 65,200                | 1.5                             | 43.7                    |
| Luxembourg          | 590,667     | 0.12%                              | 2,586                 | 0.1                             | 228.4                   |
| Malta               | 460,297     | 0.09%                              | 316                   | 0.0                             | 1,456.6                 |
| Hà Lan              | 17,081,507  | 3.34%                              | 41,526                | 0.9                             | 411.3                   |
| Ba Lan              | 37,972,964  | 7.42%                              | 312,685               | 7.1                             | 121.4                   |
| Bồ Đào Nha          | 10,309,573  | 2.02%                              | 92,931                | 2.0                             | 110.9                   |
| România             | 19,644,350  | 3.84%                              | 238,391               | 5.4                             | 82.4                    |
| Slovakia            | 5,435,343   | 1.06%                              | 48,845                | 1.1                             | 111.3                   |
| Slovenia            | 2,065,895   | 0.40%                              | 20,253                | 0.5                             | 102.0                   |
| Tây Ban Nha         | 46,528,966  | 9.09%                              | 504,782               | 11.4                            | 92.2                    |
| Thụy Điển           | 9,995,153   | 1.95%                              | 449,964               | 10.2                            | 22.2                    |
| Anh Quốc            | 65,808,573  | 12.86%                             | 244,820               | 5.5                             | 268.8                   |

## Những khu vực đông dân cư
Liên minh châu Âu có một số lượng đáng kể các thành phố toàn cầu. Nó bao gồm 13 trong số 60 thành phố tạo nên Chỉ số thành phố toàn cầu năm 2008, cũng như 16 trong số 41 thành phố toàn cầu "alpha" được phân loại bởi Mạng nghiên cứu toàn cầu hóa và thành phố thế giới (GaWC) (bao gồm Luân Đôn, Paris, Milan, Amsterdam và Brussels trong số những người khác). Sau đây là danh sách mười thành phố, khu vực đô thị và khu đô thị đông dân nhất trong Liên minh châu Âu, với dân số của họ:
| Thành phố thích hợp (2011) | mill. | Khu vực thành thị (2005) | mill. | LUZ (2001) | mill. |          |           |        |         |
| -------------------------- | ----- | ------------------------ | ----- | ---------- | ----- | -------- | --------- | ------ | ------- |
| Luân Đôn                   | 7.5   | Paris                    | 10.2  | Luân Đôn   | 12.0  |          |           |        |         |
| Berlin                     | 3.6   | Luân Đôn                 | 8.6   | Paris      | 11.6  |          |           |        |         |
| Madrid                     | 3.1   | Vùng Ruhr                | 7.3   | Randstad   | 7.1   |          |           |        |         |
| Roma                       | 2.7   | Madrid                   | 5.4   | Madrid     | 5.6   | Luân Đôn | Berlin    | Madrid | Roma    |
| Paris                      | 2.2   | Milan                    | 4.3   | Vùng Ruhr  | 5.4   |          |           |        |         |
| Bucharest                  | 2.1   | Athens                   | 3.8   | Berlin     | 5.0   |          |           |        |         |
| Viên                       | 1.9   | Berlin                   | 3.7   | Athens     | 4.0   |          |           |        |         |
| Hamburg                    | 1.8   | Naples                   | 3.0   | Roma       | 3.5   |          |           |        |         |
| Warsaw                     | 1.8   | Roma                     | 2.7   | Hamburg    | 3.1   | Paris    | Bucharest | Viên   | Hamburg |

## Ngôn ngữ
Ngôn ngữ chính thức đầu tiên của mỗi quốc gia trong số 28 quốc gia thành viên có tư cách là ngôn ngữ chính thức của Liên minh châu Âu. Tổng cộng có 24, với tiếng Ireland, tiếng Bulgaria và tiếng Rumani có được vị thế ngôn ngữ chính thức vào ngày 1 tháng 1 năm 2007, khi hai nước cuối cùng gia nhập Liên minh châu Âu và Croatia trở thành chính thức vào năm 2013.
Tiếng Anh là ngôn ngữ được nói nhiều nhất ở EU, được khoảng 51% dân số sử dụng. Tỷ lệ cao này là do 38% công dân EU nói nó như một ngôn ngữ khác với tiếng mẹ đẻ của họ (nghĩa là ngôn ngữ thứ hai hoặc ngoại ngữ). Tiếng Đức là ngôn ngữ đầu tiên được nói nhiều nhất, được sử dụng bởi hơn 18% dân số.

## Tôn giáo
EU có sự đa dạng tôn giáo đáng kể, phản ánh lịch sử và văn hóa đa dạng của nó. Nhóm tôn giáo lớn nhất tuyên xưng Kitô giáo và chiếm 72% dân số EU, chủ yếu là Công giáo La Mã, Tin lành và Chính thống giáo Đông phương. Một số quốc gia EU không có đa số Kitô hữu và ví dụ ở Estonia và Cộng hòa Séc, đa số không có liên kết tôn giáo.
Ngày nay, chủ nghĩa này đang mất dần sự phổ biến ở châu Âu ủng hộ chủ nghĩa vô thần và thuyết bất khả tri, và tôn giáo đang mất dần sự ủng hộ của chủ nghĩa thế tục. Các nước châu Âu đã trải qua sự suy giảm về việc tham dự nhà thờ cũng như sự suy giảm số người tuyên xưng tín ngưỡng tôn giáo. Cuộc thăm dò EurobaRomater năm 2005 cho thấy, trung bình, 52% công dân của các quốc gia thành viên EU cho rằng họ tin rằng có một vị thần, 27% tin rằng có một loại tinh thần hoặc sinh lực và 18% không tin là có loại tinh thần, thần hoặc sức sống. 3% từ chối trả lời.
Giảm thành viên nhà thờ và tham dự nhà thờ ở châu Âu (đặc biệt là ở Bỉ, Cộng hòa Séc, Phần Lan, Pháp, Đức, Vương quốc Anh, Hà Lan và Thụy Điển) đã được ghi nhận và tham dự nhà thờ (tỷ lệ phần trăm trong tổng dân số theo quốc gia) ở phía bắc và tây Âu thường ở dạng một chữ số.
Các tôn giáo bản địa châu Âu (hoặc bản địa) vẫn còn sống trong các nhóm thiểu số nhỏ và đa dạng, đặc biệt là ở Scandinavia, các nước Baltic, Ý và Hy Lạp.
Dòng người nhập cư gần đây đến các quốc gia EU giàu có đã mang đến nhiều tôn giáo khác nhau của quê hương, bao gồm Hồi giáo, Ấn Độ giáo, Phật giáo, đạo Sikh và Tín ngưỡng Bahá'í. Do Thái giáo đã có một lịch sử lâu dài ở châu Âu và đã cùng tồn tại với các tôn giáo khác trong nhiều thế kỷ, bất chấp các thời kỳ đàn áp hoặc diệt chủng của các nhà cai trị châu Âu. Hồi giáo cũng đã có một lịch sử lâu dài ở châu Âu, với Tây Ban Nha và Bồ Đào Nha cùng một lúc có đa số Hồi giáo. Các quần thể Hồi giáo lớn cũng tồn tại ở Balkan và một phần của Đông Âu, do một di sản của nhiều thế kỷ cai trị của Ottoman.